# 天主教薩克拉門托教區
天主教薩克拉門托教區（拉丁語：Dioecesis Sacramentensis）是美國一個羅馬天主教教區。屬舊金山總教區。
教區範圍包括加州東北部二十縣，教座位於州府薩克拉門托。2010年有教友980,650人、105個堂區、255名司鐸。現任主教為海梅·索托。
1860年9月27日成立了馬里斯維爾代牧區，1868年3月22日升格為格拉斯維利教區，1886年5月28日教座遷移至薩克拉門托。